# Qaamasoq Killeq

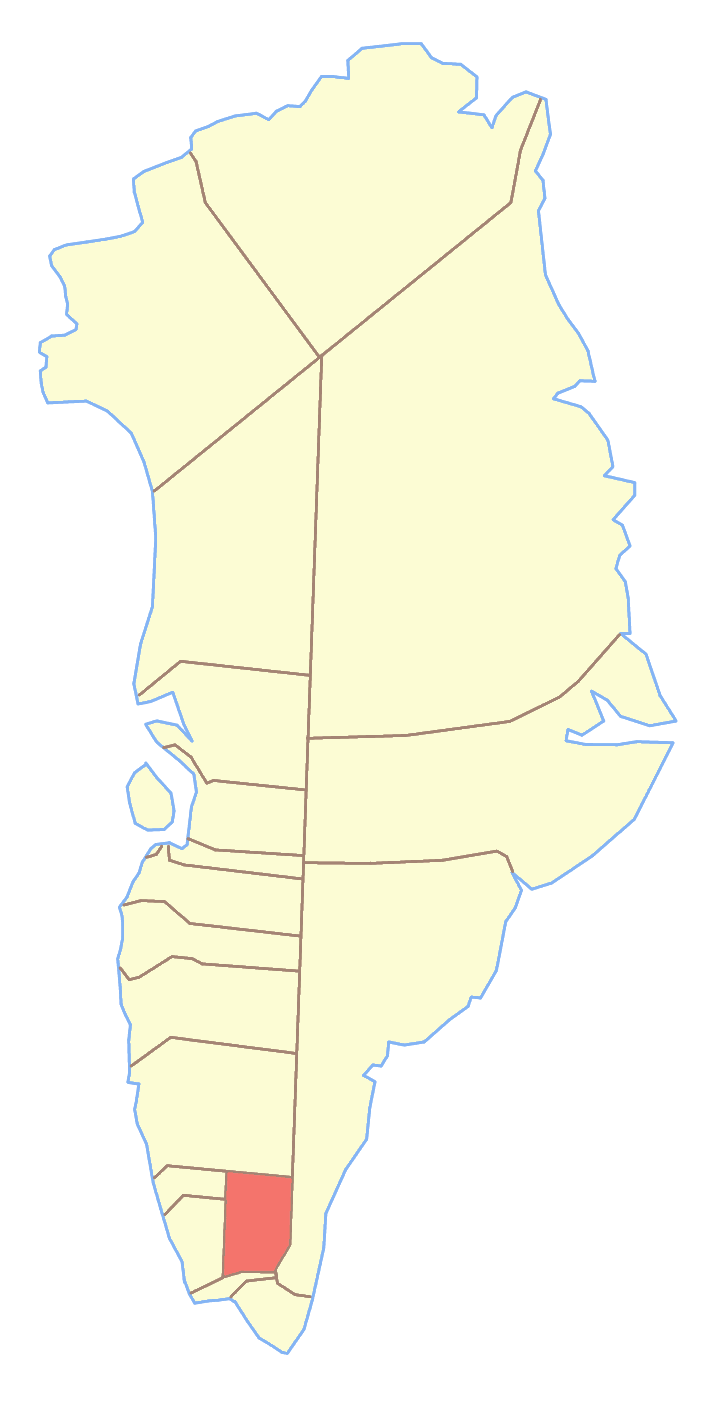
Ex comune di Narsaq, dove si trovava il Qaamasoq Killeq

Il Qaamasoq Killeq (danese: Odin Sø) è un lago della Groenlandia. Si trova a 815 m sul mare, a 61°22'N 45°33'O; appartiene al comune di Kujalleq.